# فابیو گاوازی
فابیو گاوازی (انگلیسی: Fabio Gavazzi؛ زادهٔ ۴ آوریل ۱۹۸۸) بازیکن فوتبال است.